# Psychrogeton turkestanicus
Psychrogeton turkestanicus là một loài thực vật có hoa trong họ Cúc. Loài này được O.Hoffm. ex Paulsen miêu tả khoa học đầu tiên.